# Hrvatske željeznice

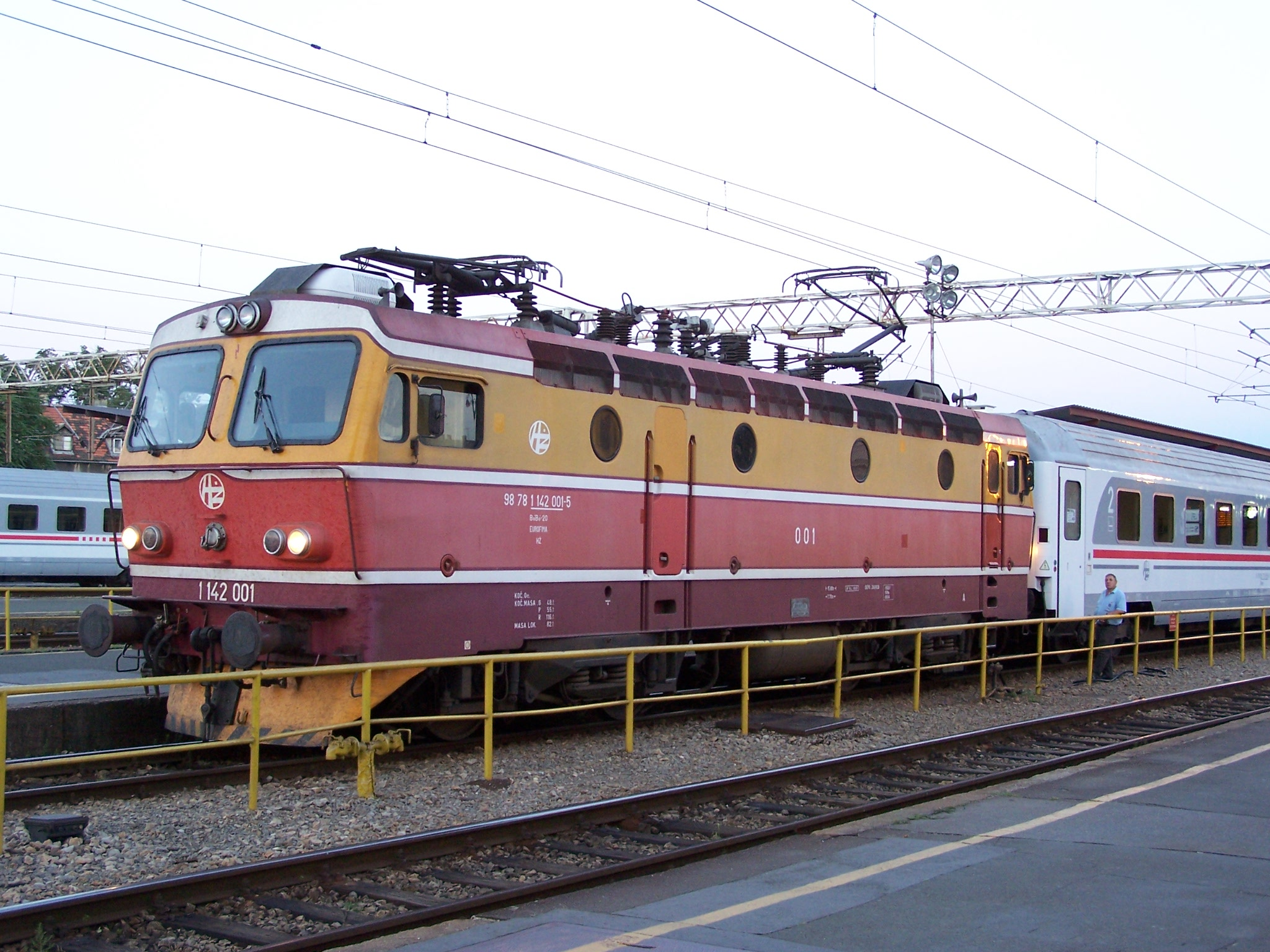
A Horvát Vasutak 1142-es villamosmozdonya Zágráb főpályaudvarán

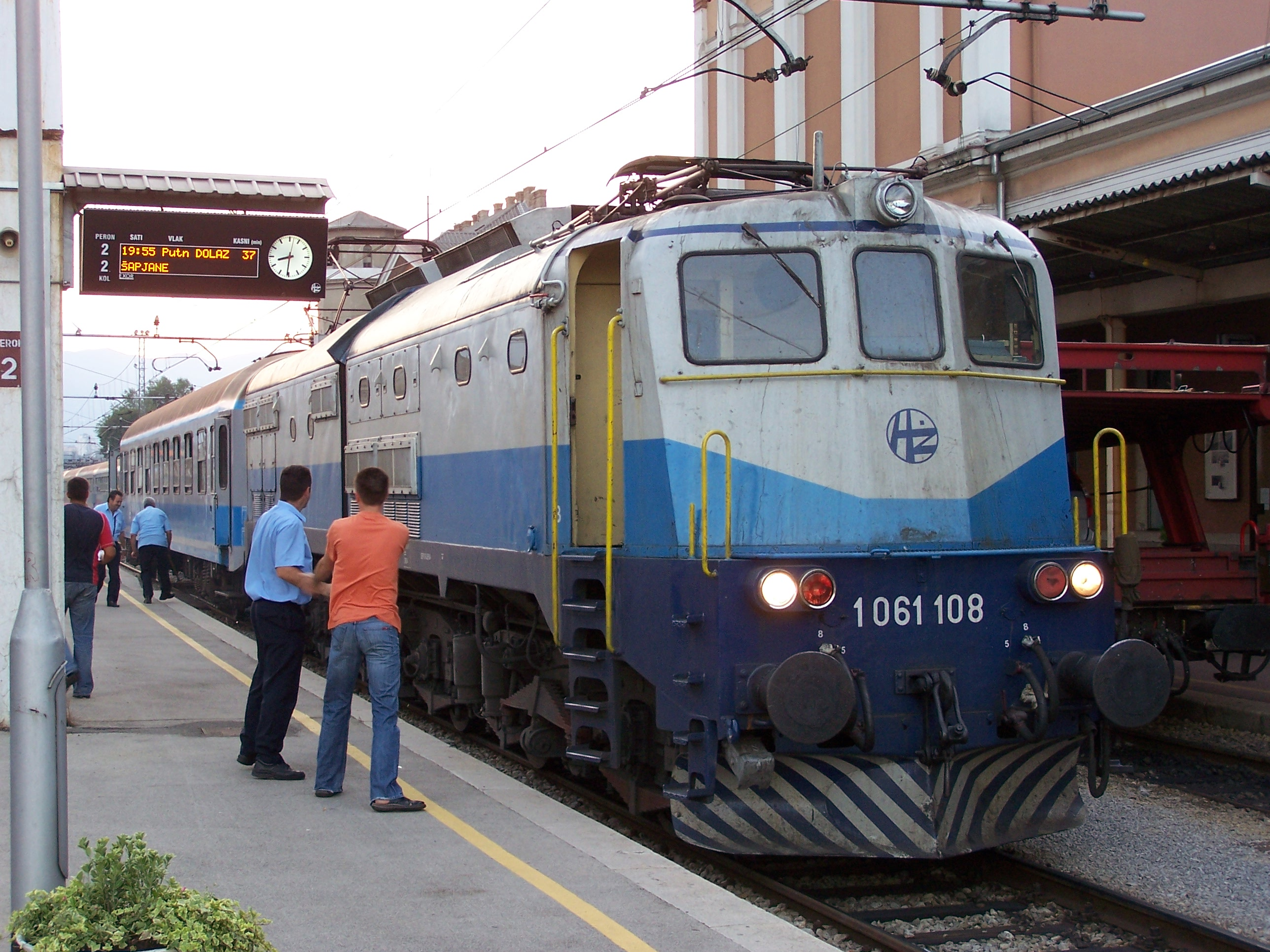
Az egyenáramú HŽ 1061 sorozatú mozdony Fiume állomásán a Šapjanéből érkezett 1 kocsis személyvonattal

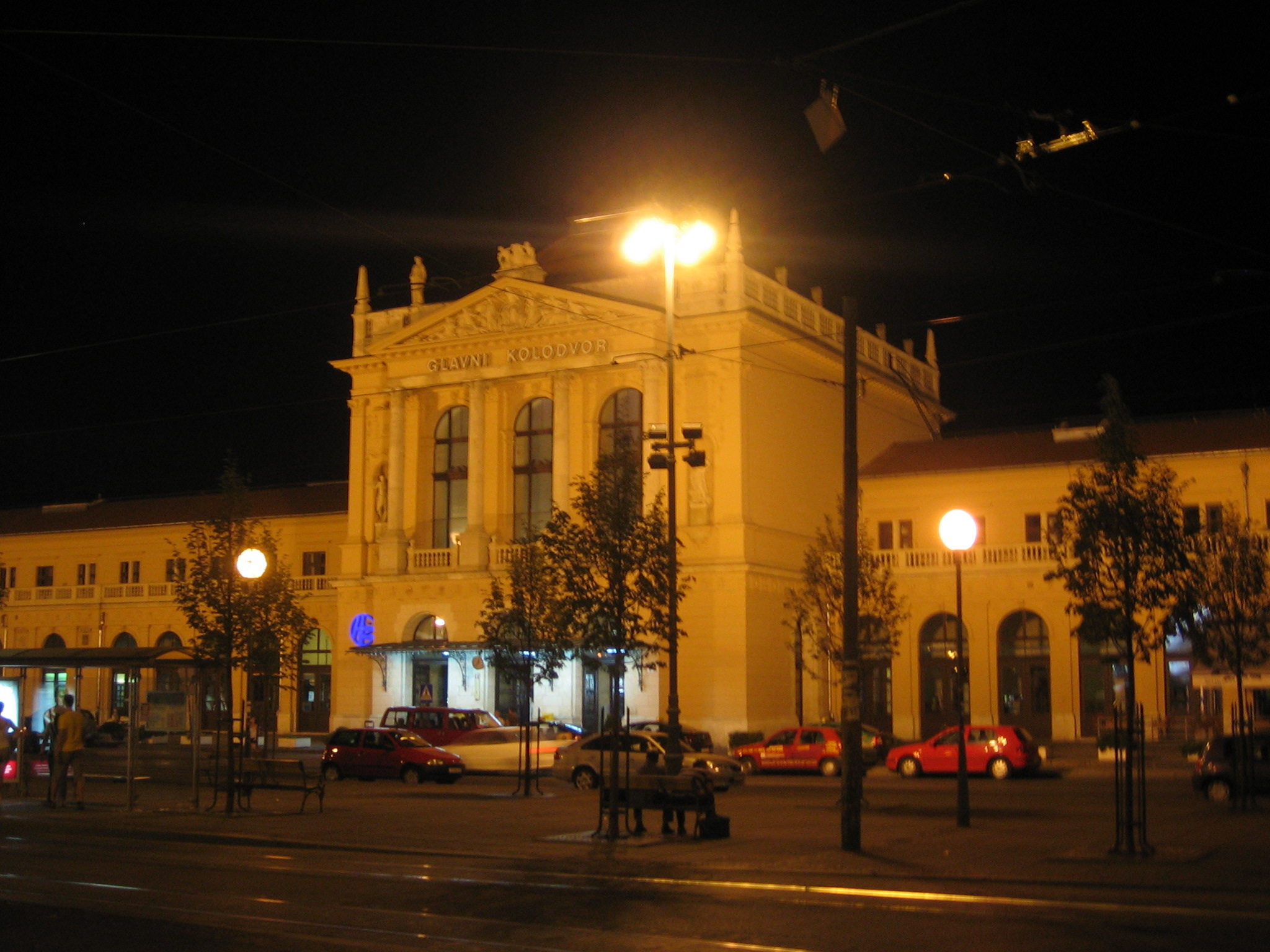
Zágráb főpályaudvara (Glavni Kolodvor)

A Hrvatske Željeznice d.o.o. (HŽ – Horvát Vasutak) Horvátország nemzeti vasúttársasága, amely az ország függetlenné válása után alakult meg.

## Története
2014. január 31-én bejelentették, hogy HŽ PP vasúttársaság 213 millió euróért 44 dízel, illetve elektromos motorvonatot rendelt a szintén horvátországi Končar vonatgyártótól. A szállítások 2015 márciusában indulnak, az utolsó vonatnak 2017-ig kell beérkeznie. A megbízás 16, négyajtós, 211 üléses, regionális közlekedésben használható villamos motorvonatra, valamint 16, 136 üléses olyan motorvonatra szól, amelyek a zágrábi elővárosi vonalakon fognak közlekedni. A termékek két, 2011-ben kifejlesztett prototípusból fejlesztett változatok. A Končar 12 dízelvonatot is szállít. A három kocsis vonatok nagyon hasonlítanak a Končar villanyvonataira, de persze lesznek 390 kilowattos áramtárolóik is a tetejükön, a vezetőfülke közelében. Egy dízelvonat 58,5 méter hosszú lesz, 160 ülő-, és ugyanennyi állóhellyel. Végsebessége óránként 120 kilométer, gyorsulása 0,7 méter/szekundumnégyzet.

## Vonalak
2726 km-es normál nyomtávú hálózatából 984 km 25 kV 50 Hz váltóárammal, 138 km pedig 3000 V egyenárammal villamosított (41%).
Fővonalak:
- Dobova–Zágráb–Bród–Tovarnik
- Zágráb–Károlyváros–Ogulin–Fiume (–Pivka)
- Zágráb–Kapronca–Verőce–Eszék
- Zágráb–Sziszek–Volinja
- Zágráb–Varasd–Csáktornya (–Nagykanizsa)
- Ogulin–Knin–Split (Lika vasútvonal és Dalmáciai vasútvonal)
- (Ljubljana–) Lupoglav–Póla

2006. december 10-től a vasúttársaság üzemelteti Spliti helyiérdekű vasútvonalat is.
Európai viszonylatban az ország vasúthálózata elég fejletlen. Mivel a vonalak jelentős része a Monarchia idején épült, ezért az elsődleges cél a Béccsel és Budapesttel történő, és nem az egyes horvát városok közötti összeköttetés létrehozása volt. Az Adriai-tenger partján sem fut egyetlen szakasz sem, és csak a nagy kikötővárosok érhetők el vonattal (Fiume, Split, Zára, Šibenik, Pula). Mivel a pulai vonal nincs közvetlen összeköttetésben a törzshálózattal, ezért Fiume és Lupoglav között a HŽ által üzemeltetett autóbuszok közlekednek.
2013-ban Horvátország csatlakozásától kezdve nagyobb vasúti fejlesztések várhatóak Kaposváron és Nagykanizsán. Az öt megszűnt kishatárforgalmi vonal közül (Nagyharsány-Pélmonostor; Harkány-Alsómiholjác; Sellye-Drávasztára-Zaláta; Barcs-Verőce; Rédics-Lendva-Muraszerdahely csak az utóbbi újraépítése van tervbe véve, mivel abból hiányzik a legkevesebb.

## Vonatok
- ICN – InterCity nagibni, minőségi nagysebességű motorvonat Zágráb és Split között
- EC – EuroCity vonat, összeköttetést biztosít a környező európai nagyvárosokkal
- IC – InterCity vonat, belföldi és nemzetközi forgalomban egyaránt
- EN – EuroNight, minőségi éjszakai vonat Szlovénia, Ausztria, Szlovákia, Németország és Svájc felé
- B – Brzi vlak, gyorsvonat
- UB – Ubrzani vlak, gyorsított vonat
- Pu – Putnički vlak, személyvonat, minden állomáson megáll

A horvát fél üzletpolitikája miatt a kishatárforgalmú viszonylatokon (Magyarország, Bosznia-Hercegovina, Szerbia, Szlovénia felé) egyáltalán nem vagy csak nagyon kevés vonat jár át a határon.
Magyarországról Horvátországba az alábbi nemzetközi vonatok közlekednek/közlekedtek:
Jelenlegi
- személy: Pécs-Villány-Magyarbóly-Beli Manastir
- Agram:  Budapest–Székesfehérvár–Gyékényes–Kapronca–Zágráb
- Adria: (csak a nyári főszezonban) Budapest–Gyékényes–Zágráb–Knin–Split
- Istria: (csak a nyári főszezonban) Budapest–Zalaegerszeg–Ljubljana–Pivka–Fiume

Megszűnt
- Dráva-IC: Budapest-Eszék-Szarajevó; (2012 végén megszűnt horvát üzletpolitika miatt)
- Kvarner-IC: Budapest-Kapronca-Zágráb; (2012 végén megszűnt horvát üzletpolitika miatt)
- Venezia-EN: Budapest-Kapronca-Zágráb-Velence; (2011 végén megszűnt a MÁV és a Trenitalia közötti vita miatt)
- Jadran: (csak a nyári főszezonban) Prága–Pozsony–Csorna–Nagykanizsa–Zágráb–Split
- Rippl-Rónai IC: Budapest–Kaposvár–Gyékényes–Kapronca–Zágráb–Ljubljana

## Vasútvonalai
- M501 (Murakeresztúr)-Kottori-Csáktornya-Kisszerdahely/(SLO)-Ormosd/(SLO)
- L101 Lendva/(SLO)-Muraszerdahely-Murasiklós-Felsőkirályfalva-Rókusújfalu-Csáktornya
- R201 Csáktornya-Felsőzrínyifalva-Varasd-Török-Magyarlaka-Zabok-Zaprešić
- L201 Varasd-Ivánc-Újgolubovec
- L202 Zabok-Alsóstubica-Felsőstubica
- L103 Zabok-Brezova-Korpona-Gurmanec-Grobelno/(SLO)
- R202 Varasd-Szenterzsébet-Ludbreg-Kapronca-Szentgyörgyvár-Gorbonok-Verőce-Pčelić-Szalatnok-Nekcse-Bizovác-Eszék-Dálya-Erdőd-Szond/(SRB
- M201 (Gyékényes)-Botovo-Kapronca-Kőrös-Dugoszolo-Zágráb
- L204 Gorbonok-Belovár-Kőrös
- L205 Pčelić-Daruvár-Pakrác-Lipik-Banova Jaruga
- L206 Nekcse-Pleternica-Újkápolna
- L207 Pleternica-Pozsega-Velike
- L208 Bizovác-Belistye
- M301 (Magyarbóly)-Pélmonostor-Laskafalu-Dárda-Mece-Eszék
- M302 Eszék-Csepin-Diakovár-Strizivojna
- M303 Strizivojna-Slavonski Šamac-Šamac/(BiH)
- L209 Eszék-Antunovác-Ernestinovo-Szentlászló-Gabos-Vinkovce
- L210 Vinkovce-Szlavónandrásfalva-Cerna-Zsupanya
- R105 Vinkovce-Privlaka-Ottok-Vérbánya-Drenóc-Gunya
- R104 Dálya-Botovó-Valkóvár
- L213 Valkóvár-Berzétemonostor-Vinkovce
- M105 (Sid/SRB)-Felsőtovarnik-Ivanóc-Vinkovce-Ivánkaszentgyörgy-Szlavónhorváti-Strizivojna-Bród-Újkápolna-Újgradiska-Újvár
- M103 Újvár-Banova Jaruga-Kutenya-Szentkereszt-Ivanicsvár-Dugoszolo-Zágráb
- M104 Újvár-Szlavónjeszeföld-Dubica-Sás-Száva-Caprag-Sziszek-Túrmező-Nagygorica-Zágráb
- M101 Zágráb-Zaprešić-Savski Marof-Dobova/(SLO)
- L102 Savski Marof-Kraj Donji-Rozga-Klanjec-Kumrovec-Stranje/(SLO)
- R102 Sunja-Kostajnica-Volinja-Doberlin/(BiH)-Bihács/(BiH)
- L217 Caprag-Petrinja-Gelence-Topuszka-Rečica-Károlyváros
- L104 Károlyváros-Mahićno-Ozaly-Kamanje-Bubnjarci-Metlika/(SLO)
- M202 Zágráb-Horvátleskovác-Alsódendzina-Jasztrebarszka-Duga Resa-Belavići-Generalski Stol-Oštarije-Ogulin-Moravice-Skrad-Delnice-Szentkuzám-Fiume
- M502 Fiume-Abbázia-Jurdani-Šapjane-Ilirska Bistrica/(SLO)
- M604 Oštarije-Goszpics-Gračac-Tinnin
- R103 Bihács/(BiH)-Ripač/(BiH)-Loskun-Kulen Vakuf/(BiH)-Martin Brod/(BiH)-(Lika-Hosszúmező)-Strmica-Golubić-Tinnin
- M606 Split-Perković-Drniš-Tinnin-Kistanje-Benkovác-Škabrnja-Bibinje-Zára
- M607 Perković-Ražine-Šibenik

Az törzshálózathoz nem csatlakozó vonalak, amiket csak más országokon keresztül lehet elérni:
- Bosznia-Hercegovinán keresztül
- M304 Szarajevó/(BiH)-Čapljina/(BiH)-Metković-Ploče
- Szlovénián keresztül
- R101 Rakitovec/(SLO)-Buzet-Lupoglav-Pazin-Kanfanar-Vodnjan-Galižana-Pula
- L215 Lupoglav-Učka-Kožljak-Raša

## Jövőbeli tervek
A Horvát Vasutak közzé tette a 888,5millió euró értékű, a következő öt évre szóló fejlesztési tervét, mely az öreg járművek cseréjét célozza. A terv szerint, mely a kormány jóváhagyását igényli, 752 millió eurót fordítana új vonatok beszerzésére, melyek döntő részét hazai gyárak állítanak elő, míg 136 millió eurót a meglévő járművek felújítására költenének. 2010 év során mindössze 100 millió eurót fektetnének be. A HŽ 478 millió eurót szeretne kapni a költségvetésből, míg a többit kölcsön formájában az Eurofimától.